# 馬興瑞
馬 興瑞（ば こうずい、1959年10月6日 - ）は、中華人民共和国の官僚・政治家。黒竜江省双鴨山市出身。現職は中国共産党中央政治局委員。元中国共産党新疆ウイグル自治区委員会書記。元広東省党委員会副書記、省長。中国共産党第19期中央委員。第12期全国人大代表。

## 経歴
1959年10月、黒竜江省双鴨山市で生まれる。1982年に阜新鉱業学院（現在の遼寧工程技術大学）機電工程系工程力学専攻を卒業。1985年、天津大学力学系一般力学修士課程を経て、ハルビン工業大学一般力学博士課程修了。1988年3月、自身の母校であるハルビン工業大学にて講師に着任し、以後、助教授、教授、副校長と昇任した。  
1996年5月、中国航天総公司五院（中国空間技術研究院）副院長に転出。1999年9月、中国航天科技集団党組成員、副総経理に就任。2003年12月、鑫諾衛星通信有限公司董事長を兼務。2006年7月には中国航天科学技術国際集団有限公司董事長、上海航天科学技術産業基地管理委員会主任、上海航天科学技術産業基地開発建設有限公司董事長を兼任する。
2013年3月、中華人民共和国工業情報化部副部長、党組成員、中国国家航天局局長、国家原子能機構主任、国家国防科技工業局第二局長を担当した。
2013年11月、朱明国の後任として、広東省党委員会副書記に任命された。2015年3月には同省深圳市党委書記を兼務する。馬興瑞の深圳市党委書記を務めている間に、2015年深圳土砂崩事故が発生しました。2015年12月25日、馬興瑞、副書記兼市長許勤は土砂崩事故について全社会にお辞儀をして謝罪した。第12期広東省人民代表大会常務委員会は2016年12月30日の第30回会議で、朱小丹省長の辞任届を受理し、馬興瑞を副省長兼省長代行に任命することを決定した。広東省第12期人民代表大会第5回で2017年1月23日、省長代行の馬興瑞が省長に選出された。
2021年12月、陳全国の後任として、新疆ウイグル自治区党委員会書記に任命された。
中国共産党第二十回全国代表大会で中国共産党中央政治局委員に選ばれる。
2025年7月1日、新疆ウイグル自治区党委員会書記を退任した。